# Варнаево
Варнаево —  деревня  в Вознесенском районе Нижегородской области России. Входит в состав Благодатовского сельсовета.

## Географическое положение
Село Варнаево находится в 7 км от райцентра — рабочий посёлок Вознесенское

## Население
| 1999 | 2002 | 2010 |
| ---- | ---- | ---- |
| 345  | ↗349 | ↘253 |